# Nancy Mello
Nancy Kishlar (Nancy) Mello (20 maart 1935 - Cambridge, 25 november 2013) was een Amerikaans psychologe, die bekend werd voor haar verslavingsonderzoek.

## Studies en werk
Nancy Mello studeerde klinische psychologie aan de Pennsylvania State University, waar ze in 1960 ook haar doctoraat behaalde. Ze liep stage in de Mayo Clinic en het Rochester State Hospital in Minnesota en volgde een postdoctorale training in neurofysiologie en neuroanatomie aan de Harvard Medical School. Daarna volgde ze een postdoctorale training in de experimentele gedragsanalyse bij Burrhus Skinner aan de Harvard-universiteit. Vanuit deze behavioristische achtergrond richtte ze vervolgens haar eerste laboratorium voor onderzoek van operant gedrag op in het Massachusetts General Hospital. Tijdens deze periode publiceerde ze reeds in de meest gerenommeerde wetenschappelijke tijdschriften: twee artikelen in Science en eveneens twee in Nature.
In 1967 ging ze voor de overheid werken en begon ze haar carrière als verslavingsspecialiste. Ze leidde het eerste intramurale onderzoeksprogramma van het "National Center for Prevention and Control of Alcoholism" binnen het National Institute of Mental Health" in Washington D.C.. Haar onderzoek richtte zich zowel op de biologische, als gedragsmatige en sociale aspecten van alcoholisme. Samen met Jack Mendelson (die later haar man zou worden) verrichtte ze belangrijk onderzoek over controleverlies en stemmingsstoornissen als gevolg van alcoholgebruik.
Vanaf 1974 gingen beiden werken voor het McLean Hospital (behorend tot de Harvard Medical School, waar ze ook als professor in de psychologie werd aangesteld)) en richtten het Alcohol and Drug Abuse Research Center (ADARC) op. Samen met haar partner werd Mello er directeur. Ze bleef er actief tot haar dood. Haar onderzoeksdomein begon met alcohol, maar breidde uit naar cannabis, opiaten, nicotine en cocaïne. Ze kreeg bekendheid met haar onderzoek naar de zelftoediening van drugs door apen. Verder richtte ze zich vooral op onderzoek naar medicatie tegen verslaving. In een zeer belangrijk artikel uit 1980 in Science toonden zij en haar man voor het eerst aan dat buprenorfine kan gebruikt worden bij heroïneverslaving. Meer dan 20 jaar later, in 2002, werd buprenorfine door de Amerikaanse Food and Drug Administration goedgekeurd voor gebruik bij opiaatafhankelijkheid.
In totaal publiceerde ze meer dan 400 artikelen in aan collegiale toetsing onderworpen wetenschappelijke tijdschriften.

## Privé
In 1974 huwde ze met Jack H. Mendelson, professor psychiatrie. Haar man overleed in 2007. Ze hadden twee zonen, een dochter en vier kleinkinderen.
Op 25 november 2013, op 78-jarige leeftijd, overleed ze onverwacht bij haar thuis in Cambridge.

## Erkenning
- In 1978 kreeg ze samen met haar man de Jellinek Memorial Award voor hun experimenteel gedragsonderzoek naar de bepalende factoren en gevolgen van excessief alcoholgebruik.[3]
- Ze was consulente voor het Biomedical Research Panel van de Amerikaanse president Jimmy Carter.
- Ze maakte deel uit van het nominatiecomité voor de Nobelprijs voor de Fysiologie of Geneeskunde.
- Ze was hoofd van de Board of Scientific Counselors van het National Institute of Drug Abuse (NIDA).
- In 1995 kreeg ze de Amersa Betty Ford Award van de Association for Medical Education and Research in Substance Abuse.[4]
- In 2004 kreeg ze de Marian W. Fischman Memorial Award van het College on Problems of Drug Dependence (CPDD).[5]
- In 2007 kreeg ze samen met haar man de Nathan B. Eddy Award, eveneens van het CPDD.[6]
- Ze zetelde in de redactie van heel wat tijdschriften en was hoofdredacteur van het tijdschrift Experimental and Clinical Psychopharmacology en van de reeks Advances in substance abuse: behavioral and biological research.[7]